# Patriotismo (cuento)
Patriotismo (憂国 Yūkoku?) es un cuento del escritor japonés Yukio Mishima, publicado por Chūōkōron-sha en diciembre de 1960. La narración se incluyó más tarde junto con Star y 百万円煎餅 ("Hyakuman'en senbei"百万円煎餅?) en la colección de cuentosスタア (Sutāスタア?), publicada el 30 de enero de 1961 por Shinchosha (小説中央公論 Shōsetsu Chūōkōron?) Fue traducido al inglés en 1966. Posteriormente, Mishima lo agrupó junto con las obras Toka no Kiku (十日の菊) y Eirei no Koe (英霊の聲) en un solo volumen, la trilogía Ni Ni Roku.

## Título
El kanji憂 (yū) significa “preocupación” o “alarma”. Aunque Yūkoku significa literalmente "patriotismo", en japonés, la palabra conlleva un significado más congruente con "preocupación por el propio país" que con patriotismo directamente. Otra posible traducción de Yūkoku sería “melancolía”.

## Argumento

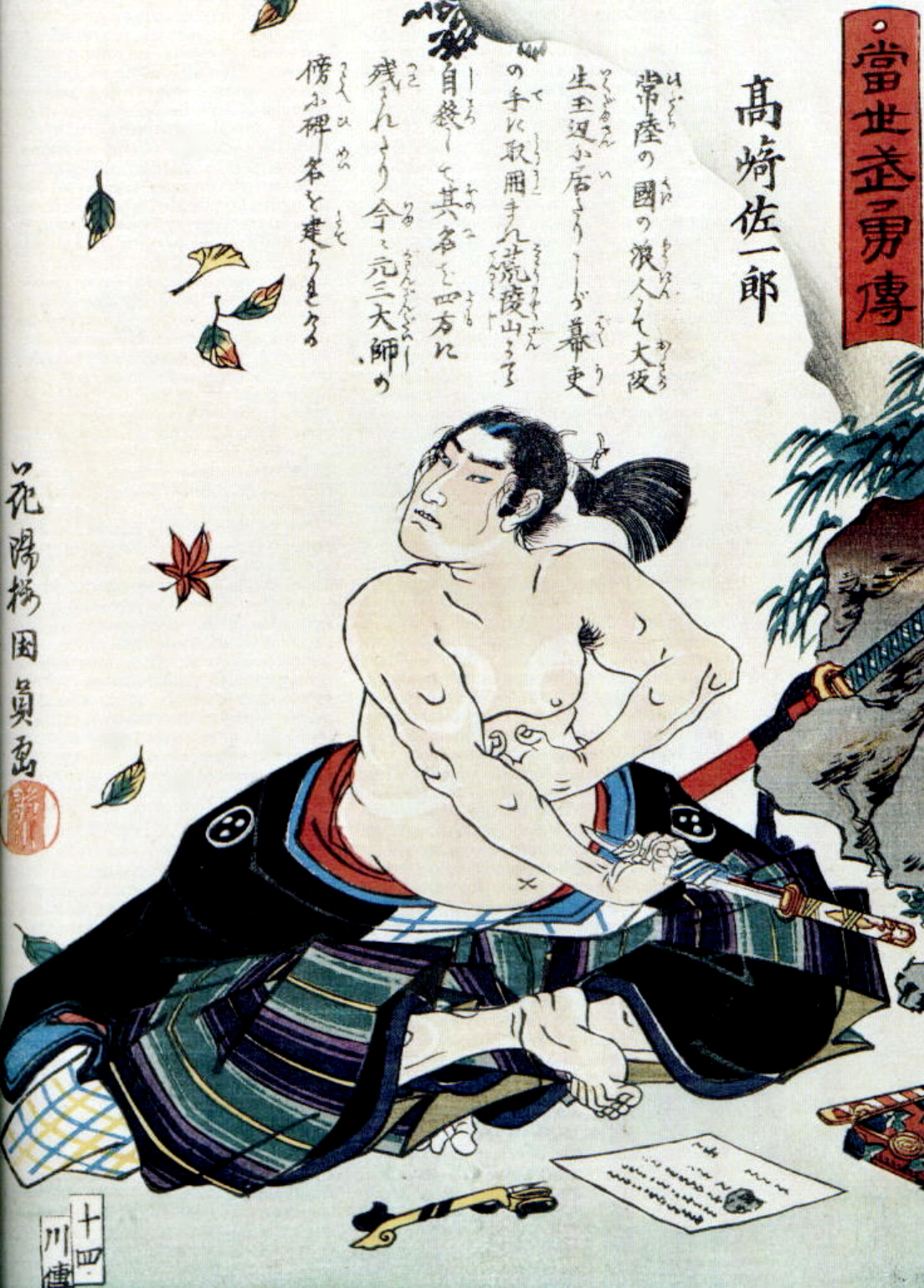
Retrato de un samurái cometiendo seppuku.

La historia de Patriotismo se centra en las experiencias del teniente Shinji Takeyama y su joven esposa, Reiko, y su suicidio ritual tras el Incidente del 26 de febrero, un motín de miembros del Ejército Imperial Japonés en 1936. Su suicidio se analiza brevemente al principio de la historia, y luego sigue una introducción a los personajes y sus vidas cotidianas.
La historia se centra en tres días, comenzando el 26 de febrero y terminando el 28 de febrero de 1936. En la mañana del día 26, el teniente sale apresuradamente al son de la corneta; no regresa hasta la tarde del día 28. Cuando regresa, le cuenta a su esposa sobre el motín en las filas del ejército y que a la mañana siguiente estará al mando de una unidad que recibirá la orden de atacar a los amotinados. La mayoría de estos amotinados son amigos suyos.
Incapaz de elegir entre la lealtad al Emperador y la lealtad a sus camaradas, le informa a su esposa que se suicidará esa noche, y ella inmediatamente solicita acompañarlo en su acción. Él le pide que sea testigo de su propio suicidio, y ella acepta.
El teniente se suicida mediante seppuku más tarde esa misma noche, lo que se describe en un despliegue violento y lírico, típico del estilo literario de Mishima.
El acto del suicidio y el dolor de la agonía se describen detalladamente en varias páginas. Al mismo tiempo, Mishima constantemente llama la atención del lector sobre la belleza del momento y describe la acción brutal con una prosa hermosa y poética.
El escrito reflexiona sobre el entrelazamiento de la mundanidad y la belleza, ya que la intensidad de la pasión que el esposo y la esposa comparten el uno por el otro se relaciona con la descripción de la pareja en la fotografía tomada en su boda. Es una referencia recurrente a lo largo de la historia.

## Personajes
- Shinji Takeyama: un teniente de 31 años del ejército imperial japonés y un patriota acérrimo. Jura lealtad inquebrantable al Tennō y vive la vida de un soldado para quien la gloria es lo más importante. Es de naturaleza directa y la primera noche confronta a su esposa Reiko con el conocimiento de lo que significa ser la esposa de un soldado. Su idea es ellaa emule la lealtad al emperador. Shinji vive según sus ideales y, si es necesario, los pone por encima de su propia vida. Entonces, cuando se encuentra en el dilema de traicionar a sus camaradas o a su país, elige el suicidio.

- Reiko: la esposa de Shinji de 23 años, de piel pálida, casi blanca y cabello negro azabache. Tiene una relación apasionada con su marido y se somete completamente a él. Cuando Shinji anuncia que va a acabar con su vida, ella no duda en seguirlo. En el momento de su muerte ella repentinamente se siente separada de él, pero esto no dura mucho. En cambio, quiere finalizar su vínculo y, como prometió, se suicida inmediatamente después.

## Estilo narrativo
La historia es contada en tercera persona por un narrador anónimo, esa perspectiva permite al autor alternar entre los dos protagonistas y explorar sus pensamientos en todo momento. Esto hace posible que Mishima conecte la relación y el suicidio como un evento común. También permite revelar la complejidad del comportamiento de los cónyuges al mostrar el contraste entre su apariencia exterior y sus pensamientos secretos y no expresados.
El clímax de la historia, los suicidios, también se explorara en detalle a través de una perspectiva externa. El lector capta los pensamientos de Shinji antes y durante el acto, y al mismo tiempo se describen vívidamente su dolor extremo y sus dificultades. El horror de la situación se ve realzado por la perspectiva de Reiko mientras mira el rostro dolorido y sudoroso de su marido. Sin embargo, Reiko no funciona simplemente como un reflejo de las acciones de Shinji; En cambio, la parte final de la historia es sólo suya, mientras reflexiona sobre el suicidio de Shinji y se prepara para el suyo.
Las perspectivas cambiantes no sólo conectan las acciones de los protagonistas unificándolas, sino que también muestran exactamente lo contrario, es decir, la incapacidad de Reiko para compartir verdaderamente los pensamientos y el dolor de su marido. Shinji se suicida primero y, como testigo, a Reiko se le prohíbe intervenir. Con su último aliento, Shinji se separa de Reiko. Reiko también piensa intensamente en esta breve separación y se pregunta si podrá resolver el “enigma de la muerte” como lo hizo su marido hace unos minutos. En otro momento, Reiko recuerda su infancia y presenta al lector una vida sin su marido. Aunque lo ama profundamente y se entrega completamente a él, Mishima intenta mostrar a través de la perspectiva narrativa que en el fondo ella también extrae al menos algunas cosas positivas de su antigua vida separada. Su muerte completa el vínculo entre ella y su marido, pero es un vínculo que ella debe lograr sola.
Patriotismo está escrito en un lenguaje claro, lo que permite al autor describir las circunstancias, emociones y acciones de los personajes con el máximo en detalle. Los pensamientos, deseos y recuerdos de los personajes se describen de manera muy vívida y le dan a la historia un toque casi poético. Además, las descripciones están respaldadas por símbolos. Shinji, por ejemplo, se describe más a menudo como un "sol". En el sintoísmo, la diosa Amaterasu, como sol personificado, es la diosa gobernante. Los guerreros japoneses obtienen su majestuosidad de ella y el Tennō específicamente se entiende como su descendiente directo. El símbolo del sol también sirve como cuerpo celeste en forma de sol: Shinji es el sol alrededor del cual gira Reiko, asociada a la luna. La descripción detallada y simbólica de Shinji proporciona al lector imágenes dinámicas que reflejan tanto la relación entre los cónyuges como su cultura generadora de valores.
Este estilo de descripción intensa y clara permanece constante a lo largo de la narrativa, es decir, permanece consistente independientemente de las acciones que tengan lugar. Los pensamientos de amor y ternura no disminuyen, sino que en realidad aumentan al asociarlos con pensamientos de muerte y extinción.
El impacto del enfoque de Mishima es más evidente en el suicidio de Shinji. La muerte se describe con tanto detalle que el lector siempre es consciente del dolor infernal y la desfiguración de su cuerpo. En contraste con los exuberantes sentimientos de gloria, dignidad y coraje de Shinji antes del suicidio ritual, Mishima describe la cruda verdad que rodea el sangriento y doloroso acto de matar. El suicidio violento actúa como una intrusión brutal en una historia que antes se limitaba por completo a descripciones de ternura conyugal. Debido a que el nivel de detalle permanece constante, la transición del amor tranquilo a la violencia cruda todavía parece fluida y une los dos extremos como si siempre hubieran sido parte de un todo más grande.
El estilo narrativo permite a Mishima revelar sus propios valores y principios: a saber, la consideración de que el amor, la muerte, la vida, el horror, la belleza y la violencia están todos interconectados y, por tanto, deben afrontarse sin miedo.

## Motivos y temas

### Amor y deber

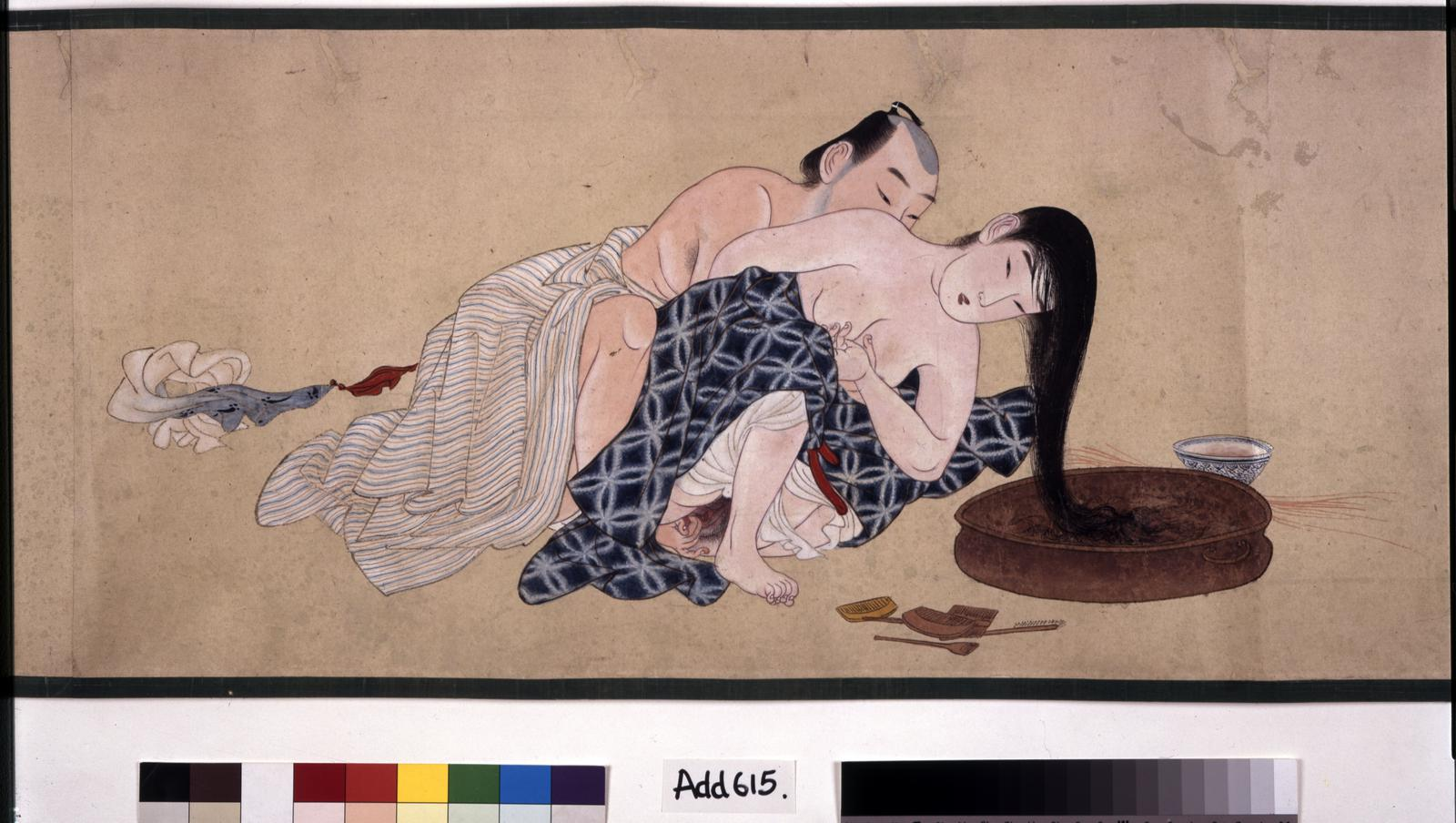
Cuadro de una pareja cometiendo un doble suicidio romántico.

Patriotismo funciona como una meditación sobre el amor y el deber. La exploración principal de estos conceptos radica en la relación entre esposa y marido. También se trata de amor y deber hacia los ideales, como el concepto idealizado de Shinji sobre el ejército y el país al que sirve.
Shinji y Reiko se aman dentro de los límites de un matrimonio convencional y conservador que era el estándar del Japón de los años treinta. Es una relación patriarcal en la que la esposa se adapta completamente a la vida de su marido y se encarga de todo lo doméstico. El narrador le dice al lector que Shinji ayudó en la casa por primera vez guardando la ropa de cama, en consecuencia poco antes de su muerte. Mishima presenta, por tanto, una forma idealizada de convivencia armoniosa pero estrictamente conservadora entre un hombre y una mujer, por la que también parece simpatizar. Sin embargo, la clásica distribución de roles y reserva del matrimonio se rompe al final cuando la pareja revela su verdadero amor y afecto mutuo poco antes de su muerte. Esto se puede ver en los gestos más pequeños, como la ayuda de Shinji a guardar la ropa de cama o el sorbo de sake de Reiko, aunque nunca antes haya bebido alcohol. La devoción de Reiko por su marido todavía parece más intensa que al revés. Sólo cuando mira las figuras de madera recuerda los tiempos sin Shinji. Sin embargo, sólo hace esto para confirmar mentalmente su camino hacia el suicidio.
El vínculo de la pareja se vuelve cada vez más intenso a medida que se acercan a la muerte. Sus suicidios finales se presentan como la confirmación definitiva de su vínculo, indisolublemente ligado al sexo que los precedió. La historia sugiere a través de la suave transición que no hay diferencia entre Reiko acostada sobre el pecho de su marido y quitarle el collar para poner fin al sufrimiento de Shinji.
Estos gestos de amor y deber son análogos al deber superior con el que Shinji se siente comprometido: su amor por Japón, el Emperador y las tropas imperiales. Preferiría suicidarse antes que seguir órdenes de luchar contra sus amigos. Repite varias veces que simplemente no puede hacerlo; no sólo porque los rebeldes son sus amigos, sino también porque le resulta fundamentalmente trágico que las tropas imperiales peleen entre sí.
El dilema de Shinji muestra que, en última instancia, está comprometido con un ideal. En realidad, las tropas japonesas están luchando entre sí y no existen ni sus principios ni la armonía nacional que venera. Lo único sobre lo que Shinji y Reiko tienen control es sobre sus propias vidas. Entonces muestran sus ideales a través del amor mutuo, que culmina en un acto extremo de autosacrificio.

### Abnegación
Quizás el valor más importante que transmite la historia es la negación de uno mismo. Aunque existen deseos individuales, por ejemplo el deseos físico de ambos cónyuges, estos los mantienen bajo control. Intentan vivir sus vidas de acuerdo con sus ideales y, por lo tanto, colocan su compromiso con las jerarquías, instituciones e ideales por encima de sus propios deseos. La posición de Shinji es la de un soldado, lo que significa que cuando recibe una orden de operar contra sus amigos rebeldes, elige suicidarse en lugar de tomar una posición a favor o en contra de la orden. Su vida es secundaria a los principios y el mensaje que lleva consigo su suicidio.
El valor de la abnegación está representado de forma más destacada en Reiko. Desde su boda se ha esforzado por adaptar al máximo su vida a la de su marido. Ella niega su propia individualidad para cumplir con su papel de mujer devota. Ella cuestiona esta abnegación en dos puntos de la historia: una vez, cuando recuerda su pasado y la otra, durante el suicidio de Shiji. Su acto de autodestrucción le muestra a Reiko que nunca podrá compartir plenamente la vida, las experiencias y el dolor de su marido. Todo lo que ella puede hacer es seguirlo hasta su propio suicidio.
El suicidio se presenta en Patriotismo como la forma suprema de abnegación. Al poner fin a sus vidas, la pareja demuestra que los ideales son más importantes que su propia existencia. El mensaje que se transmite es que es mejor negarse a uno mismo en nombre de sus principios que vivir en un mundo donde esos principios no se aplican.

### Lealtad

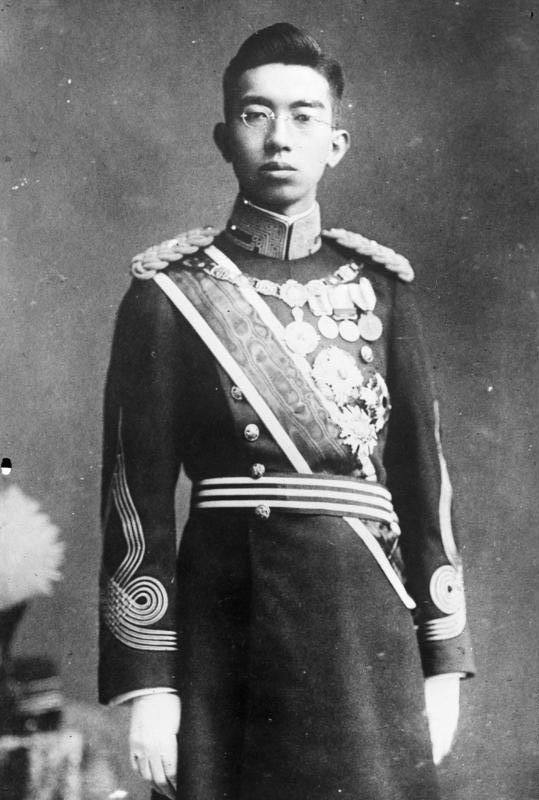
Shinji jura total lealtad al emperador Hirohito.

La lealtad es un tema central en Patriotismo. Todas sus formas se exploran en la historia. La lealtad también forma la base de los principios de Shinji y, en última instancia, lo lleva al suicidio. Como miembro de las tropas imperiales, ha prometido total lealtad a su país y al emperador. También es leal a sus camaradas, por lo que considera que el ataque a los golpistas es tan desleal que lo considera imposible de llevar a cabo. Su lealtad a sus propios principios le lleva, por tanto, a la solución de suicidarse en lugar de seguir la orden. Su nota de suicidio “¡Vivan las tropas imperiales!” pretende conectar finalmente su suicidio con estos principios de una manera espiritual.
Reiko ejemplifica la lealtad de una mujer fiel y amorosa hacia su marido. En su primer aniversario de boda, declaró sin dudarlo que estaba dispuesta a morir junto a su marido. Esto hace que su devoción a sus deberes de mujer sea honesta y absoluta. Inmediatamente después de que Shinji expresa su plan de suicidarse, ella le pide que lo siga. Incluso cuando el dolor de Shinji se hace evidente durante el asesinato, Reiko recuerda los deseos de su marido de no intervenir. Ella sólo interviene cuando Shinji no puede detener su crimen por sí solo desenganchándose el collar. Reiko también lleva a cabo la última señal de su lealtad, su propio suicidio, tras el suicidio de Shinji.
Incluso antes del suicidio, la pareja es retratada como un modelo de matrimonio japonés idealizado y conservador. Ambos cumplen estrictamente los roles que les han sido asignados y muestran su lealtad a las tradiciones rezando todos los días ante las imágenes de la familia imperial. Es precisamente esta forma de devoción a la cultura lo que la convierte en un ideal por el que luchar a los ojos de Mishima.

### Muerte
La muerte como tema no sólo está en el centro de la historia, sino también en el centro de la relación de Reiko y Shinji. El día de su primera boda, la pareja analiza la inevitabilidad de la muerte y su voluntad de honrar esta circunstancia. Los dos están decididos a vivir juntos, pero también a morir juntos. La centralidad de la muerte en sus vidas surge de la profesión de soldado de Shinji, en la que tiene que afrontar la posibilidad de la muerte todos los días.
Incluso antes de que Shinji regrese, Reiko rinde homenaje a su muerte y hace los arreglos necesarios para ello. Empaca sus pertenencias y recuerda su pasado. En ningún momento muestra miedo a la muerte, al contrario, incluso la espera con ansias: después de todo, su muerte es en nombre de la esposa ideal y obediente.
La omnipresencia de la muerte fortalece el vínculo de la pareja. Esto no sólo es evidente en los momentos íntimos finales antes del acto, cuando inspeccionan los cuerpos de los demás en detalle, sino también en los preparativos de Reiko, que llenan a Shinji de una alegría incomparable. Al final, es el “enigma de la muerte” lo que le da a Reiko el coraje para llevar a cabo su propio suicidio.
La muerte se describe a lo largo de la historia de manera honesta y de ninguna manera se pasa por alto. La muerte de Shinji es brutal, difícil y dolorosa. La historia no rehuye una reescritura detallada, comunicando así la idea de que la decisión de Shinji no se tomó a la ligera. Al mismo tiempo, muestra una vez más la fascinación de Mishima por la muerte, de quien se dice que trajo a la página su propia muerte deseada con patriotismo. A través de la descripción, Mishima deja claro que una muerte, incluso una brutal, puede verse como parte de “la verdad y la belleza”.

### Rituales
Los rituales sustentan los momentos más importantes de la historia y organizan la vida de los protagonistas. Todos los días la pareja reza ante las fotografías de la familia imperial. El suicidio conjunto también sirve como ritual para unir a Shinji y Reiko como esposa y marido para siempre.
Inmediatamente antes del suicidio, la pareja continúa con sus rituales diarios con normalidad. La circunstancia de un suicidio inminente transforma eventos normales como bañarse, afeitarse o maquillarse en experiencias intensificadas. La presencia de la muerte convierte incluso la actividad más mundana en un acto ritualizado. Incluso el último sexo apasionado adquiere una nota ritualizada cuando ambos se examinan de cerca e imaginan cómo se verán cuando mueran.
El ritual definitivo de la historia es la forma de suicidio que elige Shinji. Muere por seppuku, un destripamiento ritual con la espada de su soldado que era particularmente común entre los samuráis. Esto transforma un mero acto de suicidio en un indignado acto de desafío por parte de un oficial que no quiere someterse a una orden que, según sus principios, es traición. No sólo termina con su vida, sino que la termina de una manera que demuestra su compromiso con el espíritu guerrero.
En última instancia, la historia presenta los rituales como una herramienta para que las personas pongan orden en sus caóticas vidas.

### Símbolos

#### Sol y luna
En la historia, Reiko está simbolizada con la luna, mientras que Shinji está asociado con el sol. En cierto sentido, la imagen describe la relación de la pareja. Reiko, cuya vida gira enteramente en torno a Shinji, es como una luna que gira alrededor del sol. Shinji es como el sol, un socio dominante que dicta el camino de la pareja. La luna está inextricablemente ligada al camino del sol, al igual que Reiko está ligada al camino de Shinji.
El símbolo del sol y la luna también tiene un significado muy arraigado en la cultura japonesa. Amaterasu, la diosa del sol y diosa suprema en la fe sintoísta, es la fuente del pueblo y la cultura japoneses. Los guerreros japoneses obtuvieron de ella su coraje y nobleza. En concreto, los Tennō son considerados su descendiente directo y representante en la tierra. Por lo tanto, el sol está directamente relacionado con el ejército japonés; entre otras cosas, las banderas del ejército japonés también muestran el sol naciente. El símbolo del sol resalta el lugar de Shinji en la historia como ejemplo del espíritu guerrero japonés. Shinji es en cierto sentido un avatar del propio Mishima, razón por la cual probablemente lo interpretó en la adaptación cinematográfica estrenada en 1966.

#### El color blanco

El kimono blanco de Reiko y la sangre de Shinji reflejan la bandera de Japón.

En la cultura japonesa, el color blanco se considera un símbolo de pureza y sacralidad. Junto con el sol, forma parte de la bandera de Japón. En la historia, Mishima lo menciona varias veces en relación con la pureza. Por ejemplo, la casa de la pareja está rodeada de nieve blanca, que sólo se convierte en barro sucio debido a las acciones de las personas. Esto plantea otro tema popular en la bibliografía de Mishima, a saber, la invasión de los humanos y su caos en la pureza de la naturaleza. Al mismo tiempo, muestra la naturaleza antinatural y pecaminosa de la rebelión militar que finalmente conduce al suicidio de Shinji.
El color blanco se asocia más destacadamente con Reiko. Lleva un vestido completamente blanco durante su boda con Shinji y también durante su suicidio. Esto contrasta con el rojo sangre que aparece en el vestido de Reiko, convirtiéndola figurativamente en la bandera de Japón. Las salpicaduras de sangre son una representación simbólica de la corrupción de la pureza y la santidad, de la misma manera que los acontecimientos que rodearon el intento de golpe corrompieron la armonía y el orden japoneses.
La piel de Reiko también se describe como pálida y casi blanca, describiendo su propia pureza y nobleza. Por tanto, forma parte de su representación como esposa ideal. Se la considera pura y noble por su devoción a su marido y sus valores, especialmente en su suicidio en honor a su difunto marido.

## Trasfondo
Patriotismo fue escrito en el otoño de 1960, poco después de las protestas de Anpo, que se dice que impulsaron el giro público de Mishima hacia la política de derecha. La naturaleza contradictoria de la educación de Mishima y el contexto social de Japón durante la época en que escribió el cuento también lo motivaron a adoptar una postura política más amplia en sus escritos. La crianza de Mishima en una familia de samuráis y en el Japón imperial arraigó la filosofía samurái en su visión del mundo. Uno de los valores más definitorios que más tarde influyeron en Mishima fue la lealtad de los samuráis a su señor y a su país. Estos valores giran en torno a los principios del Bushido (武士道), un supuesto código moral de conducta para los samuráis que influyó en el nacionalismo hasta su abandono en la Segunda Guerra Mundial. Se dice que el Bushido contiene un conjunto de ocho principios de justicia, coraje, misericordia, respeto, honestidad, honor, lealtad y autocontrol, que pueden verse reflejados en el cuento. El cambio del Japón imperial a un Japón occidentalizado después de la Segunda Guerra Mundial como resultado de la ocupación y reconstrucción de Japón por parte de los Estados Unidos entre 1945 y 1952, introdujo valores y creencias occidentales en la sociedad japonesa que, en cierto modo, contradecían los del Japón imperial. Este cambio de creencias se convertiría en última instancia en la motivación de las obras posteriores de Mishima, entre las que se incluyen Patriotismo y la tetralogía El mar de la fertilidad ((豊饒の海 Hōjō no Umi?).

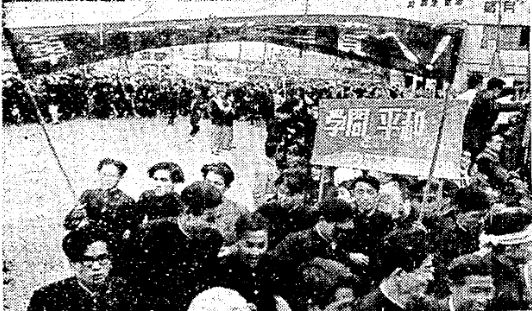
Foto de los Zengakuren en 1953. En ese momento, las protestas fueron en gran medida pacíficas.

En junio de 1960, en el apogeo de las protestas, Mishima escribió un comentario para el diario liberal japonés Mainichi Shimbun titulado Una visión política. La tesis central del ensayo crítico era que grupos radicales de izquierda como los Zengakuren y representantes de partidos de izquierda del Partido Socialista de Japón y el Partido Comunista de Japón estaban utilizando el pretexto de "salvar la democracia de Japón" para llevar a cabo en secreto sus propios intereses a través de las violentas protestas. Mishima advirtió sobre el peligro de que los ciudadanos japoneses siguieran a ideólogos que les vendieran mentiras populistas disfrazadas de supuesta justicia social.
Después de que se publicó la historia, se especuló sobre si Mishima modeló al protagonista, Shinji, según una personalidad específica. El autor rechazó firmemente los rumores de que Hisashi Kono, un soldado que se quitó la vida después del golpe de febrero, actuara como modelo a seguir. En particular, el hecho de que Hisashi decidiera suicidarse no por un conflicto de conciencia sino por sus heridas ya generaba dudas.
Más tarde se descubrió que Mishima podría haberse referido al teniente Kenkichi Qingdao, quien en la mañana del 29 de febrero, a la edad de 31 años, se suicidó con su esposa Kimiko, de 23 años, después de que le preocupara que las tropas imperiales pudieran atacarse mutuamente. La carta de despedida de Kimiko también es similar a la de Reiko; él dice: “Ahora ha día de ser de un soldado”.
Siguiendo el consejo de un ex oficial juvenil con el que está teniendo una aventura, Mishima cambió el ejército de su personaje principal del "Batallón de Logística de Konoe" al "Regimiento de Infantería de Konoe". Esto probablemente sucedió porque el teniente Qingdao estaba con el “Batallón de Logística Konie” y Mishima quería evitar que Patriotismo aparentemente se basara en su vida.
En su posdata de 1965, Mishima confirmó lo que ya se sospechaba: “Es difícil decirlo, pero Shinji soy yo."
Para la fusión de muerte y erotismo, Mishima se inspiró en Georges Bataille :

Patriotismo sigue una estructura de trabajo similar a las obras del gran Bataille. La visión del amor y la muerte, la fusión perfecta y el efecto sinérgico de Eros, es la única felicidad que espero de la vida.
Yukio Mishima, 1966

## Adaptaciones
En 1966 se estrenó una película homónima, basada en el cuento, codirigida por Yukio Mishima y Masaki Domoto. Mishima también interpretó el papel principal del propio teniente Shinji. Patriotismo obtuvo el segundo lugar en el Festival Internacional de Cortometrajes de Tours en enero de 1966. En 2006 fue incluido en la Colección Criterion.